# Нде (департамент)
Нде (фр. Ndé) — один из 8 департаментов Западного региона Камеруна. Находится в южной части региона, занимая площадь в 1 524 км².
Административным центром департамента является город Бангангте (фр. Bangangté). Граничит с департаментами: Кунг-Кхи (на севере), От-Плато (на северо-западе), От-Нкам (на западе), Нкам (на западе и юго-западе), Мбам и Инубу (на юге) и Нун (на востоке и севере).

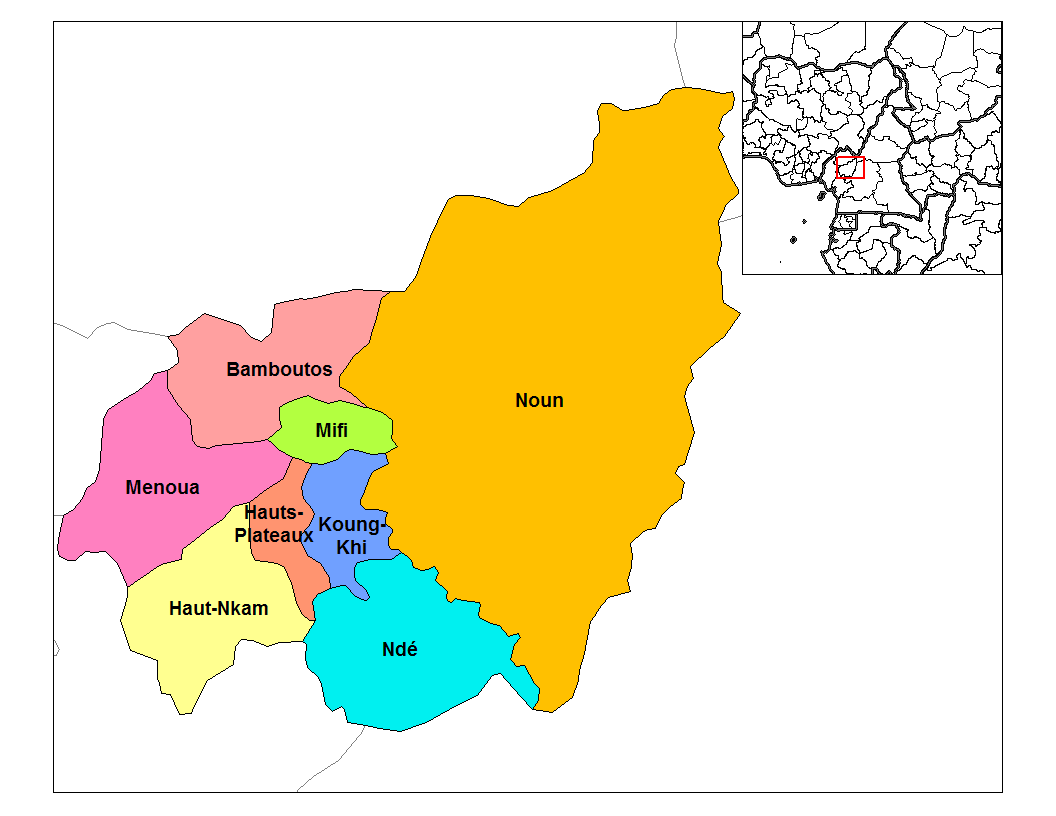
Департамент Нде на карте Западного региона

## Административное деление
Департамент Нде подразделяется на 4 коммуны:
1. Бангангте (фр. Bangangté)
2. Бассамба (фр. Bassamba)
3. Базу (фр. Bazou)
4. Тонга (фр. Tonga)